# San Martino Pizzolano
San Martino Pizzolano è un centro abitato d'Italia, frazione del comune di Somaglia.
Negli anni '90 del XIX secolo vi fu ritrovato un ripostiglio con oltre un migliaio di monete imperiali romane.
Al censimento del 21 ottobre 2001 contava 556 abitanti.

## Geografia fisica
Il centro abitato è sito a 62 metri sul livello del mare.